# N'Gara
N'Gara è un comune rurale del Mali facente parte del circondario di Ségou, nella regione omonima.
Il comune è composto da 10 nuclei abitati:
- Bougou-Koura
- Boundo-Bamana
- Boundo-Somono
- Boundowèrè
- Boundoworodjira
- Diado
- N'Gama
- N'Gamawèrè
- N'Gara
- Nango